# Salamandra tigrada
La salamandra tigrada (Ambystoma tigrinum) és una espècie d'amfibi urodel pertanyent al gènere Ambystoma. També coneguda com la salamandra tigre de l'est.